# Tour of Oman 2014
Il Tour of Oman 2014, quinta edizione della corsa, valevole come evento dell'UCI Asia Tour 2014 categoria 2.HC, si svolse in sei tappe dal 18 al 23 febbraio 2014 su un percorso di 915,5 km, con partenza da As Suwayq Castle e arrivo a Matrah Corniche, in Oman. La vittoria fu appannaggio del britannico Chris Froome, che completò il percorso in 22h02'26" alla media di 41,537 km/h, precedendo lo statunitense Tejay van Garderen e il colombiano Rigoberto Urán.
Al traguardo di Matrah Corniche 136 ciclisti, su 142 partiti da As Suwayq Castle, portarono a termine la competizione.

## Tappe
| Tappa  | Data        | Percorso                             | km    | Vincitore di tappa | Leader cl. generale |
| ------ | ----------- | ------------------------------------ | ----- | ------------------ | ------------------- |
| 1ª     | 18 febbraio | As Suwayq Castle > Naseem Garden     | 164,5 | André Greipel      | André Greipel       |
| 2ª     | 19 febbraio | Al Bustan > Quriyat                  | 139   | Alexander Kristoff | Leigh Howard        |
| 3ª     | 20 febbraio | BankMuscat > Al Bustan               | 145   | André Greipel      | André Greipel       |
| 4ª     | 21 febbraio | Wadi Al Abiyad > Ministry of Housing | 173   | Peter Sagan        | Peter Sagan         |
| 5ª     | 22 febbraio | Bidbid > Jabal Al Akhdhar            | 147,5 | Chris Froome       | Chris Froome        |
| 6ª     | 23 febbraio | As Sifah > Matrah Corniche           | 146,5 | André Greipel      | Chris Froome        |
| Totale | Totale      | Totale                               | 915,5 |                    |                     |

## Squadre e corridori partecipanti
| N.    | Cod. | Squadra                 |
| ----- | ---- | ----------------------- |
| 1-8   | SKY  | Team Sky                |
| 11-18 | KAT  | Team Katusha            |
| 21-28 | AST  | Astana Pro Team         |
| 31-38 | TFR  | Trek Factory Racing     |
| 41-48 | CAN  | Cannondale              |
| 51-58 | BMC  | BMC Racing Team         |
| 61-68 | OPQ  | Omega Pharma-Quick-Step |
| 71-78 | LTB  | Lotto Belisol           |
| 81-88 | ALM  | AG2R La Mondiale        |

| N.      | Cod. | Squadra                     |
| ------- | ---- | --------------------------- |
| 91-98   | BEL  | Belkin Pro Cycling Team     |
| 101-108 | TCS  | Tinkoff-Saxo                |
| 111-118 | FDJ  | FDJ.fr                      |
| 121-128 | TNE  | Team NetApp-Endura          |
| 131-138 | OGE  | Orica GreenEDGE             |
| 141-148 | IAM  | IAM Cycling                 |
| 151-158 | TSV  | Topsport Vlaanderen-Baloise |
| 161-167 | BAR  | Bardiani CSF                |
| 171-178 | UHC  | UnitedHealthcare            |

## Dettagli delle tappe

### 1ª tappa
- 18 febbraio: As Suwayq Castle > Naseem Garden – 164,5 km

Risultati
| Pos. | Corridore      | Squadra  | Tempo    |
| ---- | -------------- | -------- | -------- |
| 1    | André Greipel  | Lotto    | 4h03'31" |
| 2    | Leigh Howard   | Orica    | s.t.     |
| 3    | Nicola Ruffoni | Bardiani | s.t.     |

| Pos. | Corridore      | Squadra  | Tempo    |
| ---- | -------------- | -------- | -------- |
| 1    | André Greipel  | Lotto    | 4h03'21" |
| 2    | Leigh Howard   | Orica    | a 4"     |
| 3    | Nicola Ruffoni | Bardiani | a 6"     |

### 2ª tappa
- 19 febbraio: Al Bustan > Quriyat – 139 km

Risultati
| Pos. | Corridore          | Squadra   | Tempo    |
| ---- | ------------------ | --------- | -------- |
| 1    | Alexander Kristoff | Katusha   | 3h12'01" |
| 2    | Leigh Howard       | Orica     | s.t.     |
| 3    | Tom Boonen         | Omega Ph. | s.t.     |

| Pos. | Corridore          | Squadra | Tempo    |
| ---- | ------------------ | ------- | -------- |
| 1    | Leigh Howard       | Orica   | 7h15'20" |
| 2    | Alexander Kristoff | Katusha | a 2"     |
| 3    | André Greipel      | Lotto   | s.t.     |

### 3ª tappa
- 20 febbraio: BankMuscat > Al Bustan – 145 km

Risultati
| Pos. | Corridore      | Squadra | Tempo    |
| ---- | -------------- | ------- | -------- |
| 1    | André Greipel  | Lotto   | 3h29'08" |
| 2    | Peter Sagan    | Tinkoff | s.t.     |
| 3    | Nacer Bouhanni | FDJ.fr  | s.t.     |

| Pos. | Corridore          | Squadra | Tempo     |
| ---- | ------------------ | ------- | --------- |
| 1    | André Greipel      | Lotto   | 10h44'20" |
| 2    | Leigh Howard       | Orica   | a 8"      |
| 3    | Alexander Kristoff | Katusha | a 10"     |

### 4ª tappa
- 21 febbraio: Wadi Al Abiyad > Ministry of Housing – 173 km

Risultati
| Pos. | Corridore       | Squadra   | Tempo    |
| ---- | --------------- | --------- | -------- |
| 1    | Peter Sagan     | Tinkoff   | 4h02'20" |
| 2    | Rigoberto Urán  | Omega Ph. | s.t.     |
| 3    | Vincenzo Nibali | Astana    | a 2"     |

| Pos. | Corridore       | Squadra   | Tempo     |
| ---- | --------------- | --------- | --------- |
| 1    | Peter Sagan     | Tinkoff   | 14h46'44" |
| 2    | Rigoberto Urán  | Omega Ph. | a 10"     |
| 3    | Vincenzo Nibali | Astana    | a 14"     |

### 5ª tappa
- 22 febbraio: Bidbid > Jabal Al Akhdhar – 147,5 km

Risultati
| Pos. | Corridore          | Squadra   | Tempo    |
| ---- | ------------------ | --------- | -------- |
| 1    | Chris Froome       | Sky       | 3h49'45" |
| 2    | Tejay van Garderen | BMC       | a 22"    |
| 3    | Rigoberto Urán     | Omega Ph. | a 33"    |

| Pos. | Corridore          | Squadra   | Tempo     |
| ---- | ------------------ | --------- | --------- |
| 1    | Chris Froome       | Sky       | 18h36'45" |
| 2    | Tejay van Garderen | BMC       | a 26"     |
| 3    | Rigoberto Urán     | Omega Ph. | a 31"     |

### 6ª tappa
- 23 febbraio: As Sifah > Matrah Corniche – 146,5 km

Risultati
| Pos. | Corridore      | Squadra | Tempo    |
| ---- | -------------- | ------- | -------- |
| 1    | André Greipel  | Lotto   | 3h25'41" |
| 2    | Nacer Bouhanni | FDJ.fr  | s.t.     |
| 3    | Sam Bennett    | NetApp  | s.t.     |

| Pos. | Corridore          | Squadra   | Tempo     |
| ---- | ------------------ | --------- | --------- |
| 1    | Chris Froome       | Sky       | 22h02'26" |
| 2    | Tejay van Garderen | BMC       | a 26"     |
| 3    | Rigoberto Urán     | Omega Ph. | a 31"     |

## Evoluzione delle classifiche
| Tappa              | Vincitore          | Classifica generale Maglia rossa | Classifica a punti Maglia verde | Classifica giovani Maglia bianca | Classifica combattività Maglia rosso-verde | Classifica a squadre Numero giallo |
| ------------------ | ------------------ | -------------------------------- | ------------------------------- | -------------------------------- | ------------------------------------------ | ---------------------------------- |
| 1ª                 | André Greipel      | André Greipel                    | André Greipel                   | Leigh Howard                     | Preben Van Hecke                           | Topsport Vlaanderen-Baloise        |
| 2ª                 | Alexander Kristoff | Leigh Howard                     | Leigh Howard                    | Leigh Howard                     | Preben Van Hecke                           | Topsport Vlaanderen-Baloise        |
| 3ª                 | André Greipel      | André Greipel                    | André Greipel                   | Leigh Howard                     | Preben Van Hecke                           | Omega Pharma-Quick-Step Cy. Team   |
| 4ª                 | Peter Sagan        | Peter Sagan                      | André Greipel                   | Peter Sagan                      | Jelle Wallays                              | Orica GreenEDGE                    |
| 5ª                 | Chris Froome       | Chris Froome                     | André Greipel                   | Romain Bardet                    | Preben Van Hecke                           | Team Sky                           |
| 6ª                 | André Greipel      | Chris Froome                     | André Greipel                   | Romain Bardet                    | Preben Van Hecke                           | Team Sky                           |
| Classifiche finali | Classifiche finali | Chris Froome                     | André Greipel                   | Romain Bardet                    | Preben Van Hecke                           | Team Sky                           |

## Classifiche finali

### Classifica generale - Maglia rossa
| Pos. | Corridore          | Squadra   | Tempo     |
| ---- | ------------------ | --------- | --------- |
| 1    | Chris Froome       | Sky       | 22h02'26" |
| 2    | Tejay van Garderen | BMC       | a 26"     |
| 3    | Rigoberto Urán     | Omega Ph. | a 31"     |
| 4    | Joaquim Rodríguez  | Katusha   | a 48"     |
| 5    | Robert Gesink      | Belkin    | a 57"     |
| 6    | Domenico Pozzovivo | AG2R      | a 1'01"   |
| 7    | Sergio Henao       | Sky       | a 1'19"   |
| 8    | Roman Kreuziger    | Tinkoff   | a 1'25"   |
| 9    | Johann Tschopp     | IAM       | a 1'32"   |
| 10   | Daniel Moreno      | Katusha   | a 1'34"   |

### Classifica a punti - Maglia verde
| Pos. | Corridore          | Squadra   | Punti |
| ---- | ------------------ | --------- | ----- |
| 1    | André Greipel      | Lotto     | 45    |
| 2    | Nacer Bouhanni     | FDJ.fr    | 34    |
| 3    | Peter Sagan        | Tinkoff   | 28    |
| 4    | Alexander Kristoff | Katusha   | 24    |
| 5    | Rigoberto Urán     | Omega Ph. | 21    |

### Classifica giovani - Maglia bianca
| Pos. | Corridore        | Squadra      | Tempo     |
| ---- | ---------------- | ------------ | --------- |
| 1    | Romain Bardet    | AG2R         | 22h04'19" |
| 2    | Kenny Elissonde  | FDJ.fr       | a 52"     |
| 3    | David de la Cruz | NetApp       | a 1'17"   |
| 4    | Dominik Nerz     | BMC          | a 1'38"   |
| 5    | Zico Waeytens    | Topsport Vl. | a 3'09"   |

### Classifica a squadre
| Pos. | Squadra          | Tempo     |
| ---- | ---------------- | --------- |
| 1    | Team Sky         | 66h11'00" |
| 2    | IAM Cycling      | a 2'30"   |
| 3    | AG2R La Mondiale | a 3'02"   |
| 4    | Orica GreenEDGE  | a 3'07"   |
| 5    | BMC Racing Team  | a 3'56"   |